# Passage Saint-Antoine
Le passage Saint-Antoine est une voie du 11e arrondissement de Paris, en France.

## Situation et accès
Le passage Saint-Antoine est situé dans le 11e arrondissement de Paris. Il débute au 34, rue de Charonne et se termine au 8, passage Josset.

## Origine du nom
Il porte son nom en raison du voisinage de la rue du Faubourg-Saint-Antoine.

## Historique
Ce passage, ouvert en 1835, est classé dans la voirie parisienne par un arrêté du 11 janvier 1966.